# 薩摩川内市立東郷学園義務教育学校
薩摩川内市立東郷学園義務教育学校（さつませんだいしりつ とうごうがくえんぎむきょういくがっこう）は、鹿児島県薩摩川内市東郷町斧渕にある市立義務教育学校。

## 概要
旧東郷町に設置された学校である。

## 沿革
- 2019年（平成31年）
  - 4月1日 - 薩摩川内市立東郷小学校と薩摩川内市立東郷中学校との統合により開校[2]。
  - 4月8日 - 開校式を挙行[3]。

## 教育目標
ふるさとを愛し 自ら学び 心豊かにたくましく 未来に挑む東郷の子の育成

## 部活動
- 野球部
- バスケットボール部
- サッカー部
- ソフトテニス部
- バレーボール部
- 吹奏楽部
- 駅伝部

## 通学区域
- 薩摩川内市
  - 東郷町斧渕、東郷町山田、東郷町南瀬、東郷町鳥丸、東郷町宍野及び東郷町藤川の区域[4]。

## 著名な出身者

### 薩摩川内市立東郷中学校
- 前園真聖 - 元サッカー選手